# Rybaki (Stawiguda)
Rybaki (deutsch Lansk) ist ein Dorf in der polnischen Woiwodschaft Ermland-Masuren. Es gehört zur Gmina Stawiguda (Landgemeinde Stabigotten) im Powiat Olsztyński (Kreis Allenstein).

## Geographische Lage
Rybaki liegt am Westufer des Lansker See (polnisch Jezioro Łańskie) im Südwesten der Woiwodschaft Ermland-Masuren, 21 Kilometer südlich der Kreisstadt Olsztyn (deutsch Allenstein).

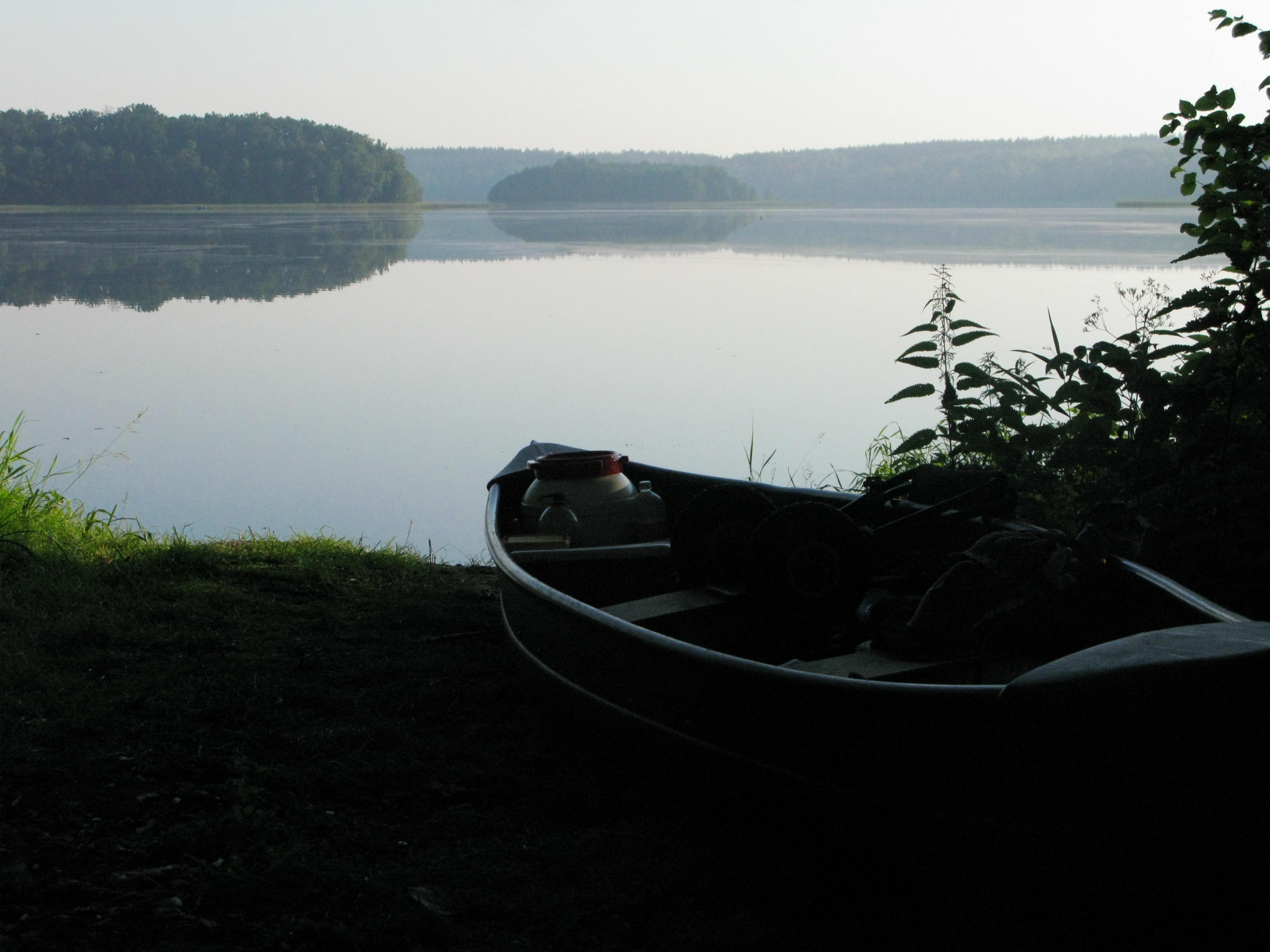
Blick auf den Jezioro Łańskie (Lansker See)

## Geschichte
Das Dorf Lansk bestand in seinem Kern aus mehreren kleinen Gehöften. 1817 wurde es als „Königliches Bauerndorf im Amt Allenstein“ erwähnt. Die Landgemeinde Lansk war von 1874 bis 1945 in den Amtsbezirk Plautzig (polnisch Pluski) im ostpreußischen Kreis Allenstein eingegliedert.
Im Jahre 1910 waren in Lansk 114 Einwohner gemeldet. Ihre Zahl belief sich im Jahre 1933 auf 106 und 1939 auf 107.
In Kriegsfolge kam Lansk 1945 mit dem gesamten südlichen Ostpreußen zu Polen. Das Dorf erhielt die polnische Namensform „Rybaki“ und ist heute eine Ortschaft innerhalb der Gmina Stawiguda (Landgemeinde Stabigotten) im Powiat Olsztyński, bis 1998 der Woiwodschaft Olsztyn, seither der Woiwodschaft Ermland-Masuren (mit Sitz in Olsztyn (Allenstein)) zugehörig. Am 29. Januar 2020 zählte Rybaki 42 Einwohner.

## Kirche
Bis 1945 war Lansk in die evangelische Kirche Kurken (polnisch Kurki) in der Kirchenprovinz Ostpreußen der Kirche der Altpreußischen Union, außerdem in die römisch-katholische Kirche Nußtal (polnisch Orzechowo) im Bistum Ermland eingepfarrt.
Heute gehört Rybaki katholischerseits zur Kirche Pluski (Plautzig), einer Filialkirche der Pfarrei Orzechowo im Erzbistum Ermland, sowie evangelischerseits zur Kirchengemeinde Olsztynek (Hohenstein i. Ostpr.), einer Filialgemeinde der Christus-Erlöser-Kirche Olsztyn in der Diözese Masuren der Evangelisch-Augsburgischen Kirche in Polen.

## Verkehr
Rybaki liegt an zwei Nebenstraßen, die von Pluski (Plautzig) bzw. von Rybaczówka kommend in Rybaki enden. Eine Bahnanbindung besteht nicht.